# Толчинский, Григорий Яковлевич
Григо́рий Я́ковлевич Толчи́нский (11 ноября 1936 — 5 марта 1988, Москва) — советский актёр театра и кино. Получил известность, озвучивая Филю в детской телепередаче «Спокойной ночи, малыши!».

## Биография
Родился 11 ноября 1936 года. Есть брат Лев.
В 1955—1958 гг. Григорий Яковлевич был артистом ансамбля песни и пляски Северного флота СССР, а в 1958—1959 гг. — артистом Московского театра кукол.
В 1959 году он пришёл в Государственный Центральный театр кукол под руководством С. В. Образцова, где и проработал до конца жизни.
В 1968—1988 гг. Григорий Толчинский озвучивал Филю и Цап-Царапыча в передаче «Спокойной ночи, малыши!». Также участвовал в записи постановок для грампластинок и радио.
Ушёл из жизни во сне 5 марта 1988 года на 52-м году жизни в Москве.
Похоронен на Востряковском кладбище.

## Озвучивание мультфильмов
1. 1965 — За час до свидания — парикмахер (вокал)
2. 1976 — Заколдованное слово — Волк
3. 1981 — Мама для мамонтёнка — рассказчик / Белый медвежонок
4. 1983 — Бюро находок (фильм 3) — пёс Тишка
5. 1984 — Кубик и Тобик — щенок Тобик
6. 1984 — Найда — лай Найды
7. 1984—1985 — Доктор Айболит (7 серия) — разбойник
8. 1988 — Остров сокровищ — Чёрный Пёс